# Castel Rotund
Castel Rotund (in tedesco Burg Rotund) è un castello nel comune di Tubre in Provincia di Bolzano. Trovandosi ad un'altezza di quasi 1500 m s.l.m. è considerato uno dei castelli più alti del Tirolo.

## Storia
Il castello fu costruito intorno al 900 dai vescovi di Coira che all'inizio lo usarono anche come loro residenza. Nel 1150 lo concessero in feudo ai signori von Rotund, che probabilmente presero il nome proprio da questo castello. Nel 1288 i von Rotund si estinsero e nel 1310 il castello fu venduto a Heinrich von Reichenberg. A loro volta nel 1387 i von Reichenberg vendettero il castello ai Conti di Tirolo che lo diedero in prestito ai signori di Silandro.
Nel 1417 a seguito delle rivolte dei nobili, Federico Tascavuota conquistò sia il Castel Rotund che il Castel Reichenberg. In seguito il castello fu ristrutturato e vi fu aggiunto un bastione circolare.
Nel 1499 fu coinvolto nella battaglia della Calva, combattuta proprio ai suoi piedi.
Nel XVI secolo divenne di proprietà dei baroni von Hendl e in seguito dei von Heydorf. Dal XVII secolo in poi non fu più abitato e cadde in rovina.
Oggi è di proprietà del comune di Tubre.

## Descrizione
Le rovine del castello si trovano su un rilievo sopra il paese di Tubre. Insieme al vicino Castel Reichenberg costituivano uno sbarramento notevole lungo la Val Monastero (Münstertal).
Il castello è circondato su tre lati da scarpate molto irte, mentre sul quarto c'è una sella larga poche decine di metri tagliata, all'ingresso delle rovine, da un fossato per un ponte levatoio.
Sulle rovine svetta il mastio circolare, dal quale probabilmente prende il nome il castello stesso. Nel 1957 fu restaurato per evitarne il crollo. Altri restauri sono stati eseguiti nel 2011.
Il castello è liberamente visitabile e raggiungibile con un sentiero dal sottostante paese.